# Мари Бриел
Мари Брил (на английски: Marie H. Briehl) е американски детски психоаналитик и почетен директор на Психоаналитичното общество и институт на Южна Калифорния.

## Биография
Родена е на 22 януари 1897 година в Руската империя, но родителите и я напускат, когато тя е малка. Завършва колежа Хънтър и преподава в гимназията към него. През 20-те години заминава за Виена с мъжа си Уолтър Бриел, за да се обучава по психоанализа. Преминава обучение при Ана Фройд. Прибира се обратно в Ню Йорк през 1930 г. и продължава да преподава и освен това започва работа в болницата Маунт Синай. През 1946 г. двамата със съпруга ѝ се местят в Лос Анджелис. Там тя създава програма за обучение на детски аналитици към Психоаналитичното общество и институт на Южна Калифорния. Заедно с колежката си Берта Борнщайн влизат в конфликт с друга детска аналитична Едит Биксбаум.
Двамата с мъжа и също така помагат на много европейски аналитици да избягат от Европа през 30-те години и да се установят в САЩ.
Умира на 4 ноември 1993 година в Мамаронек на 96-годишна възраст.